# One Magnificent Mile
One Magnificent Mile (nebo One Mag Mile) je mrakodrap v americkém Chicagu. Postaven byl podle návrhu, který vypracovala firma Skidmore, Owings and Merrill. Má 57 podlaží a výšku 205 m. Byl dokončen v roce 1983. Budova je opláštěna žulovými deskami. V budově se nachází kancelářské a obytné prostory, v nižších patrech je obchodní pasáž s restauracemi.